# دیوید نرکا-بیسینگر
دیوید نرکا-بیسینگر (انگلیسی: David Nreca-Bisinger؛ زادهٔ ۱۸ ژانویهٔ ۲۰۰۲) بازیکن فوتبال است.
وی همچنین در تیم‌های ملی فوتبال Kosovo national under-17 football team و زیر ۲۱ سال کوزوو بازی کرده‌است.